# Europamästerskapen i beachvolley 2017
Europamästerskapen 2017  i beachvolley  var det årets upplaga av beachvolley-EM. Tävlingarna pågick 16 till 20 juli 201y i Jurmala, Lettland. I tävlingarna deltog 32 lag på både dam- och herrsidan med en prissumma på €100 000 i bägge tävlingarna. Nadja Glenzke och Julia Großner blev mästare på damsidan genom att besegra Kristýna Kolocová och Michala Kvapilová i finalen med 2-1 i set, medan Daniele Lupo och Paolo Nicolai vann titeln på herrsidan genom att besegra Jānis Šmēdiņš och Samoilovs med 2-0.
En arena med plats för 3 300 åskådare bygdes inför turneringen på Majoristranden.

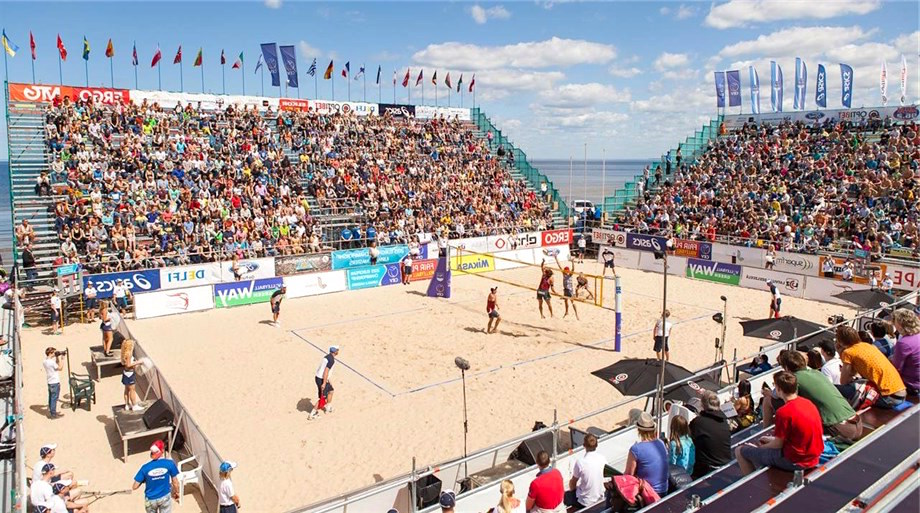
Foto från mästerskapet

## Damer

### Gruppspel

#### Grupp A
| Pos | Lag                | M | V | F | P | SV | SF | SK    | BV  | BF  | BK    | Kvalificering     |
| --- | ------------------ | - | - | - | - | -- | -- | ----- | --- | --- | ----- | ----------------- |
| 1   | Laboureur–Sude     | 3 | 3 | 0 | 6 | 6  | 0  | MAX   | 126 | 75  | 1,680 | Åttondelsfinaler  |
| 2   | Elsa–Soria         | 3 | 2 | 1 | 5 | 4  | 2  | 2,000 | 110 | 92  | 1,196 | Sextondelsfinaler |
| 3   | Driessen–Meertens  | 3 | 1 | 2 | 4 | 2  | 4  | 0,500 | 85  | 122 | 0,697 | Sextondelsfinaler |
| 4   | Sinisalo–Ahtiainen | 3 | 0 | 3 | 3 | 0  | 6  | 0,000 | 95  | 127 | 0,748 |                   |

| Datum  | Tid   |                      | Resultat |                      | Set 1 | Set 2 | Set 3 | Totalt | Rapport |
| ------ | ----- | -------------------- | -------- | -------------------- | ----- | ----- | ----- | ------ | ------- |
| 16 Aug | 10:40 | Laboureur - Sude     | 2–0      | Driessen - Meertens  | 21–13 | 21–7  |       | 42–20  |         |
| 16 Aug | 10:40 | Sinisalo - Ahtiainen | 0–2      | Elsa - Soria         | 15–21 | 13–21 |       | 28–42  |         |
| 17 Aug | 09:00 | Laboureur - Sude     | 2–0      | Elsa - Soria         | 21–9  | 21–17 |       | 42–26  |         |
| 17 Aug | 09:00 | Sinisalo - Ahtiainen | 0–2      | Driessen - Meertens  | 20–22 | 18–21 |       | 38–43  |         |
| 17 Aug | 16:00 | Laboureur - Sude     | 2–0      | Sinisalo - Ahtiainen | 21–14 | 21–15 |       | 42–29  |         |
| 17 Aug | 16:00 | Elsa - Soria         | 2–0      | Driessen - Meertens  | 21–11 | 21–11 |       | 42–22  |         |

#### Grupp B
| Pos | Lag                     | M | V | F | P | SV | SF | SK    | BV  | BF  | BK    | Kvalificering     |
| --- | ----------------------- | - | - | - | - | -- | -- | ----- | --- | --- | ----- | ----------------- |
| 1   | Borger–Kozuch           | 3 | 3 | 0 | 6 | 6  | 1  | 6,000 | 143 | 125 | 1,144 | Åttondelsfinaler  |
| 2   | Meppelink–van Gestel    | 3 | 2 | 1 | 5 | 5  | 2  | 2,500 | 142 | 116 | 1,224 | Sextondelsfinaler |
| 3   | Makhno, In.–Makhno, Ir. | 3 | 1 | 2 | 4 | 2  | 4  | 0,500 | 111 | 125 | 0,888 | Sextondelsfinaler |
| 4   | Tuominen–Lehtonen       | 3 | 0 | 3 | 3 | 0  | 6  | 0,000 | 100 | 130 | 0,769 |                   |

| Datum  | Tid   |                        | Resultat |                           | Set 1 | Set 2 | Set 3 | Totalt | Rapport |
| ------ | ----- | ---------------------- | -------- | ------------------------- | ----- | ----- | ----- | ------ | ------- |
| 16 Aug | 11:30 | Borger - Kozuch        | 2–0      | Makhno, In. - Makhno, Ir. | 22–20 | 21–16 |       | 43–36  |         |
| 16 Aug | 11:30 | Meppelink - van Gestel | 2–0      | Tuominen - Lehtonen       | 21–17 | 21–12 |       | 42–19  |         |
| 17 Aug | 09:50 | Borger - Kozuch        | 2–0      | Tuominen - Lehtonen       | 21–14 | 21–17 |       | 42–31  |         |
| 17 Aug | 09:50 | Meppelink - van Gestel | 2–0      | Makhno, In. - Makhno, Ir. | 21–15 | 21–14 |       | 42–29  |         |
| 17 Aug | 17:00 | Borger - Kozuch        | 2–1      | Meppelink - van Gestel    | 21–18 | 16–21 | 21–19 | 58–58  |         |
| 17 Aug | 17:00 | Tuominen - Lehtonen    | 0–2      | Makhno, In. - Makhno, Ir. | 23–25 | 17–21 |       | 40–46  |         |

#### Grupp C
| Pos | Lag                    | M | V | F | P | SV | SF | SK    | BV  | BF  | BK    | Kvalificering     |
| --- | ---------------------- | - | - | - | - | -- | -- | ----- | --- | --- | ----- | ----------------- |
| 1   | Heidrich–Vergé-Dépré A | 3 | 3 | 0 | 6 | 6  | 2  | 3,000 | 153 | 132 | 1,159 | Åttondelsfinaler  |
| 2   | Sinnema–Stubbe         | 3 | 1 | 2 | 4 | 4  | 4  | 1,000 | 144 | 135 | 1,067 | Sextondelsfinaler |
| 3   | Abalakina–Dabizha      | 3 | 1 | 2 | 4 | 2  | 4  | 0,500 | 113 | 120 | 0,942 | Sextondelsfinaler |
| 4   | Kjølberg–Hjortland     | 3 | 1 | 2 | 4 | 3  | 5  | 0,600 | 125 | 148 | 0,845 |                   |

#### Grupp D
| Pos | Lag                        | M | V | F | P | SV | SF | SK    | BV  | BF  | BK    | Kvalificering     |
| --- | -------------------------- | - | - | - | - | -- | -- | ----- | --- | --- | ----- | ----------------- |
| 1   | Schwaiger S.–Schützenhöfer | 3 | 3 | 0 | 6 | 6  | 1  | 6,000 | 143 | 122 | 1,172 | Åttondelsfinaler  |
| 2   | Betschart–Hüberli          | 3 | 2 | 1 | 5 | 4  | 2  | 2,000 | 115 | 93  | 1,237 | Sextondelsfinaler |
| 3   | Dumbauskaite–Povilaityte   | 3 | 1 | 2 | 4 | 2  | 4  | 0,500 | 113 | 120 | 0,942 | Sextondelsfinaler |
| 4   | Lece–Ozolina               | 3 | 1 | 2 | 4 | 3  | 5  | 0,600 | 125 | 148 | 0,845 |                   |

| Datum  | Tid   |                              | Resultat |                              | Set 1 | Set 2 | Set 3 | Totalt | Rapport |
| ------ | ----- | ---------------------------- | -------- | ---------------------------- | ----- | ----- | ----- | ------ | ------- |
| 16 Aug | 14:10 | Betschart - Hüberli          | 2–0      | Lece - Ozolina               | 21–10 | 21–12 |       | 42–22  |         |
| 16 Aug | 14:10 | Schwaiger S. - Schützenhöfer | 2–1      | Dumbauskaite - Povilaityte   | 19–21 | 21–19 | 16–14 | 55–50  |         |
| 17 Aug | 10:40 | Betschart - Hüberli          | 2–0      | Dumbauskaite - Povilaityte   | 21–12 | 21–17 |       | 42–27  |         |
| 17 Aug | 10:40 | Schwaiger S. - Schützenhöfer | 2–0      | Lece - Ozolina               | 21–15 | 24–22 |       | 45–37  |         |
| 17 Aug | 18:00 | Betschart - Hüberli          | 0–2      | Schwaiger S. - Schützenhöfer | 17–21 | 14–21 |       | 31–42  |         |
| 17 Aug | 18:00 | Dumbauskaite - Povilaityte   | 2–0      | Lece - Ozolina               | 23–21 | 21–15 |       | 44–36  |         |

#### Grupp E
| Pos | Lag                 | M | V | F | P | SV | SF | SK    | BV  | BF  | BK    | Kvalificering     |
| --- | ------------------- | - | - | - | - | -- | -- | ----- | --- | --- | ----- | ----------------- |
| 1   | Kolocova–Kvapilova  | 3 | 2 | 1 | 5 | 4  | 2  | 2,000 | 118 | 94  | 1,255 | Åttondelsfinaler  |
| 2   | Birlova–Makroguzova | 3 | 2 | 1 | 5 | 5  | 2  | 2,500 | 133 | 118 | 1,127 | Sextondelsfinaler |
| 3   | Lunde–Ulveseth      | 3 | 2 | 1 | 5 | 4  | 4  | 1,000 | 128 | 143 | 0,895 | Sextondelsfinaler |
| 4   | Caica–Liepinlauska  | 3 | 0 | 3 | 3 | 1  | 6  | 0,167 | 112 | 136 | 0,824 |                   |

| Datum  | Tid   |                       | Resultat |                       | Set 1 | Set 2 | Set 3 | Totalt | Rapport |
| ------ | ----- | --------------------- | -------- | --------------------- | ----- | ----- | ----- | ------ | ------- |
| 16 Aug | 11:30 | Kolocova - Kvapilova  | 2–0      | Caica - Liepinlauska  | 21–15 | 21–14 |       | 42–29  |         |
| 16 Aug | 11:30 | Birlova - Makroguzova | 1–2      | Lunde - Ulveseth      | 21–17 | 15–21 | 13-15 | 49–53  |         |
| 17 Aug | 09:50 | Kolocova - Kvapilova  | 2–0      | Lunde - Ulveseth      | 21–13 | 21–10 |       | 42–23  |         |
| 17 Aug | 09:50 | Birlova - Makroguzova | 2–0      | Caica - Liepinlauska  | 21–12 | 21–19 |       | 42–31  |         |
| 17 Aug | 17:00 | Kolocova - Kvapilova  | 0–2      | Birlova - Makroguzova | 15–21 | 19–21 |       | 34–42  |         |
| 17 Aug | 17:00 | Lunde - Ulveseth      | 2–1      | Caica - Liepinlauska  | 21–19 | 16–21 | 15–12 | 52–52  |         |

#### Grupp F
| Pos | Lag                   | M | V | F | P | SV | SF | SK    | BV  | BF  | BK    | Kvalificering     |
| --- | --------------------- | - | - | - | - | -- | -- | ----- | --- | --- | ----- | ----------------- |
| 1   | Moiseeva–Syrtseva     | 3 | 2 | 1 | 5 | 5  | 3  | 1,667 | 155 | 144 | 1,076 | Åttondelsfinaler  |
| 2   | Bieneck–Schneider     | 3 | 2 | 1 | 5 | 5  | 3  | 1,667 | 151 | 143 | 1,056 | Sextondelsfinaler |
| 3   | Davidova–Shchypkova   | 3 | 2 | 1 | 5 | 5  | 4  | 1,250 | 150 | 156 | 0,962 | Sextondelsfinaler |
| 4   | Jursone–Auzina (Olte) | 3 | 0 | 3 | 3 | 1  | 6  | 0,167 | 122 | 135 | 0,904 |                   |

| Datum  | Tid   |                       | Resultat |                         | Set 1 | Set 2 | Set 3 | Totalt | Rapport |
| ------ | ----- | --------------------- | -------- | ----------------------- | ----- | ----- | ----- | ------ | ------- |
| 29 Jul | 14:00 | Bieneck - Schneider   | 2–0      | Jursone - Auzina (Olte) | 21–14 | 21–19 |       | 42–33  |         |
| 29 Jul | 14:00 | Davidova - Shchypkova | 1–2      | Moiseeva - Syrtseva     | 21–18 | 14–21 | 13-15 | 49–54  |         |
| 30 Jul | 14:00 | Bieneck - Schneider   | 2–1      | Moiseeva - Syrtseva     | 25–27 | 21–19 | 15-12 | 61–58  |         |
| 30 Jul | 14:00 | Davidova - Shchypkova | 2–1      | Jursone - Auzina (Olte) | 21–19 | 13–21 | 16-14 | 50–54  |         |
| 31 Jul | 11:00 | Bieneck - Schneider   | 1–2      | Davidova - Shchypkova   | 17–21 | 21–16 | 10–15 | 48–52  |         |
| 31 Jul | 11:00 | Moiseeva - Syrtseva   | 2–0      | Jursone - Auzina (Olte) | 21–15 | 22–20 |       | 43–35  |         |

#### Grupp G
| Pos | Lag                | M | V | F | P | SV | SF | SK    | BV  | BF  | BK    | Kvalificering     |
| --- | ------------------ | - | - | - | - | -- | -- | ----- | --- | --- | ----- | ----------------- |
| 1   | Ludwig–Walkenhorst | 3 | 3 | 0 | 6 | 6  | 2  | 3,000 | 149 | 138 | 1,080 | Åttondelsfinaler  |
| 2   | Lahti–Parkkinen    | 3 | 2 | 1 | 5 | 5  | 3  | 1,667 | 151 | 146 | 1,034 | Sextondelsfinaler |
| 3   | Motrich–Kholomina  | 3 | 1 | 2 | 4 | 3  | 4  | 0,750 | 131 | 130 | 1,008 | Sextondelsfinaler |
| 4   | Jupiter–Lusson     | 3 | 0 | 3 | 3 | 1  | 6  | 0,167 | 118 | 135 | 0,874 |                   |

| Datum  | Tid   |                      | Resultat |                     | Set 1 | Set 2 | Set 3 | Totalt | Rapport |
| ------ | ----- | -------------------- | -------- | ------------------- | ----- | ----- | ----- | ------ | ------- |
| 29 Jul | 17:00 | Ludwig - Walkenhorst | 2–0      | Jupiter - Lusson    | 21–18 | 21–18 |       | 42–36  |         |
| 29 Jul | 17:00 | Lahti - Parkkinen    | 2–0      | Motrich - Kholomina | 25–23 | 21–18 |       | 46–41  |         |
| 30 Jul | 15:00 | Ludwig - Walkenhorst | 2–1      | Motrich - Kholomina | 21–18 | 14–21 | 15-9  | 60–48  |         |
| 30 Jul | 15:00 | Lahti - Parkkinen    | 2–1      | Jupiter - Lusson    | 21–17 | 15–21 | 15–10 | 51–48  |         |
| 31 Jul | 12:00 | Ludwig - Walkenhorst | 2–1      | Lahti - Parkkinen   | 23–21 | 19–21 | 15-12 | 57–54  |         |
| 31 Jul | 12:00 | Motrich - Kholomina  | 2–0      | Jupiter - Lusson    | 21–18 | 21–16 |       | 42–34  |         |

#### Grupp H
| Pos | Lag                     | M | V | F | P | SV | SF | SK    | BV  | BF  | BK    | Kvalificering     |
| --- | ----------------------- | - | - | - | - | -- | -- | ----- | --- | --- | ----- | ----------------- |
| 1   | Graudiņa –Samoilova     | 3 | 3 | 0 | 6 | 6  | 0  | MAX   | 129 | 106 | 1,217 | Åttondelsfinaler  |
| 2   | Kolosinska–Gruszczynska | 3 | 2 | 1 | 5 | 4  | 2  | 2,000 | 122 | 97  | 1,258 | Sextondelsfinaler |
| 3   | Glenzke –Großner        | 3 | 1 | 2 | 4 | 2  | 5  | 0,400 | 125 | 139 | 0,899 | Sextondelsfinaler |
| 4   | Plesiutschnig–Strauss   | 3 | 0 | 3 | 3 | 1  | 6  | 0,167 | 106 | 140 | 0,757 |                   |

| Datum  | Tid   |                           | Resultat |                           | Set 1 | Set 2 | Set 3 | Totalt | Rapport |
| ------ | ----- | ------------------------- | -------- | ------------------------- | ----- | ----- | ----- | ------ | ------- |
| 29 Jul | 16:00 | Graudiņa - Samoilova      | 2–0      | Plesiutschnig - Strauss   | 21–13 | 21–17 |       | 42–30  |         |
| 29 Jul | 16:00 | Glenzke - Großner         | 0–2      | Kolosinska - Gruszczynska | 16–21 | 15–21 |       | 31–42  |         |
| 30 Jul | 14:00 | Graudiņa - Samoilova      | 2–0      | Kolosinska - Gruszczynska | 21–19 | 21–19 |       | 42–38  |         |
| 30 Jul | 14:00 | Glenzke - Großner         | 2–1      | Plesiutschnig - Strauss   | 18–21 | 23–21 | 15–10 | 55–52  |         |
| 31 Jul | 12:00 | Graudiņa - Samoilova      | 2–0      | Glenzke - Großner         | 21–16 | 24–22 |       | 45–38  |         |
| 31 Jul | 12:00 | Kolosinska - Gruszczynska | 2–0      | Plesiutschnig - Strauss   | 21–9  | 21–15 |       | 42–24  |         |

### Slutspel

#### Kvartsfinaler
| Datum  | Tid   |                       | Resultat |                           | Set 1 | Set 2 | Set 3 | Totalt | Rapport |
| ------ | ----- | --------------------- | -------- | ------------------------- | ----- | ----- | ----- | ------ | ------- |
| 19 Aug | 11:00 | Ludwig - Walkenhorst  | 1–2      | Glenzke - Großner         | 21–17 | 14–21 | 17–19 | 52–57  |         |
| 19 Aug | 12:00 | Birlova - Makroguzova | 0–2      | Kolosinska - Gruszczynska | 10–21 | 22–24 |       | 32–45  |         |
| 19 Aug | 15:00 | Kolocova - Kvapilova  | 2–1      | Lahti - Parkkinen         | 21–18 | 18–21 | 15–12 | 54–51  |         |
| 19 Aug | 16:00 | Laboureur - Sude      | 2–0      | Graudiņa - Samoilova      | 21–16 | 21–16 |       | 42–32  |         |

#### Semifinaler
| Datum  | Tid   |                           | Resultat |                      | Set 1 | Set 2 | Set 3 | Totalt | Rapport |
| ------ | ----- | ------------------------- | -------- | -------------------- | ----- | ----- | ----- | ------ | ------- |
| 20 Aug | 11:00 | Laboureur - Sude          | 1–2      | Kolocova - Kvapilova | 17–21 | 21–15 | 11–15 | 49–51  |         |
| 20 Aug | 12:00 | Kolosinska - Gruszczynska | 0–2      | Glenzke - Großner    | 13–21 | 19–21 |       | 32–42  |         |

#### Match om tredjepris
| Datum  | Tid   |                  | Resultat |                           | Set 1 | Set 2 | Set 3 | Totalt | Rapport |
| ------ | ----- | ---------------- | -------- | ------------------------- | ----- | ----- | ----- | ------ | ------- |
| 20 Aug | 15:00 | Laboureur - Sude | 2–1      | Kolosinska - Gruszczynska | 17–21 | 26–24 | 15–8  | 58–53  |         |

#### Final
| Datum  | Tid   |                      | Resultat |                   | Set 1 | Set 2 | Set 3 | Totalt | Rapport |
| ------ | ----- | -------------------- | -------- | ----------------- | ----- | ----- | ----- | ------ | ------- |
| 20 Aug | 16:15 | Kolocova - Kvapilova | 1–2      | Glenzke - Großner | 21–15 | 17–21 | 11–15 | 49–51  |         |

## Herrar

### Gruppspel

#### Grupp A
| Pos | Lag                 | M | V | F | P | SV | SF | SK    | BV  | BF  | BK    | Kvalificering     |
| --- | ------------------- | - | - | - | - | -- | -- | ----- | --- | --- | ----- | ----------------- |
| 1   | Ranghieri–Carambula | 3 | 3 | 0 | 6 | 6  | 0  | MAX   | 126 | 94  | 1,340 | Åttondelsfinaler  |
| 2   | Łosiak–Kantor       | 3 | 2 | 1 | 5 | 4  | 3  | 1,333 | 126 | 119 | 1,059 | Sextondelsfinaler |
| 3   | Regza–Plavins       | 3 | 1 | 2 | 4 | 2  | 5  | 0,400 | 125 | 141 | 0,887 | Sextondelsfinaler |
| 4   | Babich–Gordieiev    | 3 | 0 | 3 | 3 | 2  | 6  | 0,333 | 130 | 153 | 0,850 |                   |

| Datum  | Tid   |                       | Resultat |                       | Set 1 | Set 2 | Set 3 | Totalt | Rapport |
| ------ | ----- | --------------------- | -------- | --------------------- | ----- | ----- | ----- | ------ | ------- |
| 16 Aug | 12:30 | Łosiak - Kantor       | 2–1      | Babich - Gordieiev    | 21–17 | 13–21 | 15–9  | 49–47  |         |
| 16 Aug | 12:30 | Regza - Plavins       | 0–2      | Ranghieri - Carambula | 18–21 | 15-21 | -     | 33–42  |         |
| 16 Aug | 18:00 | Łosiak - Kantor       | 0-2      | Ranghieri - Carambula | 18–21 | 17–21 | -     | 35-42  |         |
| 16 Aug | 18:00 | Regza - Plavins       | 2–1      | Babich - Gordieiev    | 21–16 | 26–28 | 15–13 | 62-57  |         |
| 17 Aug | 14:00 | Łosiak - Kantor       | 2–0      | Regza - Plavins       | 21-17 | 21-13 |       | 42-30  |         |
| 17 Aug | 14:00 | Ranghieri - Carambula | 2–0      | Babich - Gordieiev    | 21–13 | 21–13 |       | 42–26  |         |

#### Grupp B
| Pos | Lag               | M | V | F | P | SV | SF | SK    | BV  | BF  | BK    | Kvalificering     |
| --- | ----------------- | - | - | - | - | -- | -- | ----- | --- | --- | ----- | ----------------- |
| 1   | Lupo–Nicolai      | 3 | 3 | 0 | 6 | 6  | 1  | 6,000 | 145 | 126 | 1,151 | Åttondelsfinaler  |
| 2   | Prudel–Kujawiak   | 3 | 2 | 1 | 5 | 4  | 3  | 1,333 | 138 | 132 | 1,045 | Sextondelsfinaler |
| 3   | Zemljak–Pokeršnik | 3 | 1 | 2 | 4 | 3  | 4  | 0,750 | 136 | 140 | 0,971 | Sextondelsfinaler |
| 4   | Berntsen–Solhaug  | 3 | 0 | 3 | 3 | 1  | 6  | 0,167 | 132 | 153 | 0,863 |                   |

| Datum  | Tid   |                    | Resultat |                     | Set 1 | Set 2 | Set 3 | Totalt | Rapport |
| ------ | ----- | ------------------ | -------- | ------------------- | ----- | ----- | ----- | ------ | ------- |
| 16 Aug | 09:00 | Lupo - Nicolai     | 2–0      | Zemljak - Pokeršnik | 25–23 | 21–19 |       | 46–42  |         |
| 16 Aug | 09:00 | Prudel - Kujawiak  | 2–0      | Berntsen - Solhaug  | 21–13 | 30–28 |       | 51–47  |         |
| 16 Aug | 16:00 | Lupo - Nicolai     | 2–1      | Berntsen - Solhaug  | 24–19 | 18–21 | 15-7  | 57–47  |         |
| 16 Aug | 16:00 | Prudel - Kujawiak  | 2–1      | Zemljak - Pokeršnik | 21–19 | 17–21 | 15–9  | 53-49  |         |
| 17 Aug | 12:20 | Lupo - Nicolai     | 2–0      | Prudel - Kujawiak   | 21–15 | 21–19 |       | 42–34  |         |
| 17 Aug | 12:20 | Berntsen - Solhaug | 0–2      | Zemljak - Pokeršnik | 22–24 | 19–21 |       | 41–45  |         |

#### Grupp C
| Pos | Lag                | M | V | F | P | SV | SF | SK    | BV  | BF  | BK    | Kvalificering     |
| --- | ------------------ | - | - | - | - | -- | -- | ----- | --- | --- | ----- | ----------------- |
| 1   | Liamin–Krasilnikov | 3 | 3 | 0 | 6 | 6  | 0  | MAX   | 126 | 83  | 1,518 | Åttondelsfinaler  |
| 2   | Schümann–Thole     | 3 | 2 | 1 | 5 | 4  | 3  | 1,333 | 133 | 129 | 1,031 | Sextondelsfinaler |
| 3   | Gregory–Sheaf      | 3 | 1 | 2 | 4 | 2  | 4  | 0,500 | 110 | 116 | 0,948 | Sextondelsfinaler |
| 4   | Erdmann–Dollinger  | 3 | 0 | 3 | 3 | 1  | 6  | 0,167 | 109 | 150 | 0,727 |                   |

| Datum  | Tid   |                      | Resultat |                     | Set 1 | Set 2 | Set 3 | Totalt | Rapport |
| ------ | ----- | -------------------- | -------- | ------------------- | ----- | ----- | ----- | ------ | ------- |
| 16 Aug | 09:50 | Liamin - Krasilnikov | 2–0      | Gregory - Sheaf     | 21–13 | 21–16 |       | 42–29  |         |
| 16 Aug | 09:50 | Schümann - Thole     | 2–1      | Erdmann - Dollinger | 27–25 | 18–21 | 15-8  | 60–54  |         |
| 16 Aug | 17:00 | Liamin - Krasilnikov | 2–0      | Erdmann - Dollinger | 21–11 | 21–12 |       | 42-23  |         |
| 16 Aug | 17:00 | Schümann - Thole     | 2–0      | Gregory - Sheaf     | 21–17 | 21-16 |       | 42-35  |         |
| 17 Aug | 13:10 | Liamin - Krasilnikov | 2–0      | Schümann - Thole    | 21–18 | 21–13 |       | 42–31  |         |
| 17 Aug | 13:10 | Gregory - Sheaf      | 2–0      | Erdmann - Dollinger | 21–7  | 27–25 |       | 48–32  |         |

#### Grupp D
| Pos | Lag               | M | V | F | P | SV | SF | SK    | BV  | BF  | BK    | Kvalificering     |
| --- | ----------------- | - | - | - | - | -- | -- | ----- | --- | --- | ----- | ----------------- |
| 1   | Samoilovs–Šmēdiņš | 3 | 3 | 0 | 6 | 6  | 1  | 6,000 | 138 | 111 | 1,243 | Åttondelsfinaler  |
| 2   | Beeler–Krattiger  | 3 | 2 | 1 | 5 | 4  | 3  | 1,333 | 128 | 110 | 1,164 | Sextondelsfinaler |
| 3   | Böckermann–Harms  | 3 | 1 | 2 | 4 | 3  | 4  | 0,750 | 115 | 130 | 0,885 | Sextondelsfinaler |
| 4   | Giginoglu–Mermer  | 3 | 0 | 3 | 3 | 1  | 6  | 0,167 | 109 | 139 | 0,784 |                   |

| Datum  | Tid   |                     | Resultat |                    | Set 1 | Set 2 | Set 3 | Totalt | Rapport |
| ------ | ----- | ------------------- | -------- | ------------------ | ----- | ----- | ----- | ------ | ------- |
| 16 Aug | 13:20 | Samoilovs - Šmēdiņš | 2–0      | Giginoglu - Mermer | 21–18 | 21–10 |       | 42–28  |         |
| 16 Aug | 13:20 | Beeler - Krattiger  | 2–0      | Böckermann - Harms | 21–11 | 21–10 |       | 42–21  |         |
| 16 Aug | 19:00 | Samoilovs - Šmēdiņš | 2–0      | Böckermann - Harms | 18–21 | 21–18 | 15-13 | 54–52  |         |
| 16 Aug | 19:00 | Beeler - Krattiger  | 2–1      | Giginoglu - Mermer | 19–21 | 21–16 | 15-10 | 55–47  |         |
| 17 Aug | 15:00 | Samoilovs - Šmēdiņš | 2–0      | Beeler - Krattiger | 21–18 | 21–13 |       | 42–31  |         |
| 17 Aug | 15:00 | Böckermann - Harms  | 2–0      | Giginoglu - Mermer | 21–19 | 21–15 |       | 42–34  |         |

#### Grupp E
| Pos | Lag                 | M | V | F | P | SV | SF | SK    | BV  | BF  | BK    | Kvalificering     |
| --- | ------------------- | - | - | - | - | -- | -- | ----- | --- | --- | ----- | ----------------- |
| 1   | Fijalek–Bryl        | 3 | 3 | 0 | 6 | 6  | 1  | 6,000 | 141 | 109 | 1,294 | Åttondelsfinaler  |
| 2   | Rudol–Szalankiewicz | 3 | 2 | 1 | 5 | 5  | 3  | 1,667 | 145 | 144 | 1,007 | Sextondelsfinaler |
| 3   | Kunert–Dressler     | 3 | 1 | 2 | 4 | 3  | 5  | 0,600 | 130 | 144 | 0,903 | Sextondelsfinaler |
| 4   | Piippo–Nurminen     | 3 | 0 | 3 | 3 | 1  | 6  | 0,167 | 121 | 140 | 0,864 |                   |

| Datum  | Tid   |                       | Resultat |                       | Set 1 | Set 2 | Set 3 | Totalt | Rapport |
| ------ | ----- | --------------------- | -------- | --------------------- | ----- | ----- | ----- | ------ | ------- |
| 16 Aug | 12:30 | Kunert - Dressler     | 2–1      | Piippo - Nurminen     | 23–21 | 16–21 | 15–10 | 54–52  |         |
| 16 Aug | 12:30 | Fijalek - Bryl        | 2–1      | Rudol - Szalankiewicz | 21–19 | 21–23 | 15-9  | 57–51  |         |
| 16 Aug | 18:00 | Rudol - Szalankiewicz | 2–1      | Kunert - Dressler     | 14–21 | 21–16 | 15-13 | 50–50  |         |
| 16 Aug | 18:00 | Fijalek - Bryl        | 2–0      | Piippo - Nurminen     | 21–18 | 21–14 |       | 42–32  |         |
| 17 Aug | 14:00 | Rudol - Szalankiewicz | 2–0      | Piippo - Nurminen     | 21–16 | 23–21 |       | 44–37  |         |
| 17 Aug | 14:00 | Fijalek - Bryl        | 2–0      | Kunert - Dressler     | 21–15 | 21–11 |       | 42–26  |         |

#### Grupp F
| Pos | Lag                   | M | V | F | P  | SV | SF | SK    | BV  | BF  | BK    | Kvalificering     |
| --- | --------------------- | - | - | - | -- | -- | -- | ----- | --- | --- | ----- | ----------------- |
| 1   | Brouwer –Meeuwsen     | 6 | 6 | 0 | 12 | 6  | 1  | 6,000 | 137 | 114 | 1,202 | Åttondelsfinaler  |
| 2   | Koekelkoren–van Walle | 3 | 2 | 1 | 5  | 4  | 3  | 1,333 | 130 | 122 | 1,066 | Sextondelsfinaler |
| 3   | Seidl Rob.–Winter     | 3 | 1 | 2 | 4  | 4  | 5  | 0,800 | 140 | 151 | 0,927 | Sextondelsfinaler |
| 4   | Solovejs–Šmēdiņš      | 3 | 0 | 3 | 3  | 1  | 6  | 0,167 | 111 | 131 | 0,847 |                   |

| Datum  | Tid   |                         | Resultat |                         | Set 1 | Set 2 | Set 3 | Totalt | Rapport |
| ------ | ----- | ----------------------- | -------- | ----------------------- | ----- | ----- | ----- | ------ | ------- |
| 16 Aug | 09:00 | Brouwer - Meeuwsen      | 2–0      | Solovejs - Šmēdiņš      | 21–16 | 21–14 |       | 42–30  |         |
| 16 Aug | 09:00 | Koekelkoren - van Walle | 2–1      | Seidl Rob. - Winter     | 19–21 | 21–13 | 15–11 | 55–45  |         |
| 16 Aug | 16:00 | Brouwer - Meeuwsen      | 2–1      | Seidl Rob. - Winter     | 17–21 | 21–14 | 15-13 | 53–48  |         |
| 16 Aug | 16:00 | Koekelkoren - van Walle | 2–0      | Solovejs - Šmēdiņš      | 21–18 | 21–17 |       | 42–35  |         |
| 17 Aug | 12:20 | Brouwer - Meeuwsen      | 2–0      | Koekelkoren - van Walle | 21–17 | 21–16 |       | 42–33  |         |
| 17 Aug | 12:20 | Seidl Rob. - Winter     | 2–1      | Solovejs - Šmēdiņš      | 11–21 | 21–15 | 15–7  | 47–43  |         |

#### Grupp G
| Pos | Lag               | M | V | F | P | SV | SF | SK    | BV  | BF  | BK    | Kvalificering     |
| --- | ----------------- | - | - | - | - | -- | -- | ----- | --- | --- | ----- | ----------------- |
| 1   | Mol–Sørum         | 3 | 3 | 0 | 6 | 6  | 0  | MAX   | 108 | 78  | 1,385 | Åttondelsfinaler  |
| 2   | Herrera–Gavira    | 3 | 2 | 1 | 5 | 5  | 2  | 2,500 | 120 | 70  | 1,714 | Sextondelsfinaler |
| 3   | Tocs–Finsters     | 3 | 1 | 2 | 4 | 2  | 4  | 0,500 | 91  | 84  | 1,083 | Sextondelsfinaler |
| 4   | Ermacora–Pristauz | 3 | 0 | 3 | 3 | 0  | 6  | 0,000 | 21  | 126 | 0,167 |                   |

| Datum  | Tid   |                     | Resultat |                     | Set 1  | Set 2 | Set 3 | Totalt | Rapport |
| ------ | ----- | ------------------- | -------- | ------------------- | ------ | ----- | ----- | ------ | ------- |
| 16 Aug | 09:50 | Herrera - Gavira    | 2–0      | Tocs - Finsters     | 21–10  | 21–18 |       | 42–28  |         |
| 16 Aug | 09:50 | Mol - Sørum         | –        | Ermacora - Pristauz | Injury | –     |       | –      |         |
| 16 Aug | 17:00 | Herrera - Gavira    | –        | Ermacora - Pristauz | Injury | –     |       | –      |         |
| 16 Aug | 17:00 | Mol - Sørum         | 2–0      | Tocs - Finsters     | 21–13  | 21–8  |       | 42–21  |         |
| 17 Aug | 13:10 | Herrera - Gavira    | 0–2      | Mol - Sørum         | 19–21  | 17–21 |       | 36–42  |         |
| 17 Aug | 13:10 | Ermacora - Pristauz | –        | Tocs - Finsters     | Injury | –     |       | –      |         |

#### Grupp H
| Pos | Lag                    | M | V | F | P | SV | SF | SK    | BV  | BF  | BK    | Kvalificering     |
| --- | ---------------------- | - | - | - | - | -- | -- | ----- | --- | --- | ----- | ----------------- |
| 1   | Stoyanovskiy–Yarzutkin | 3 | 2 | 1 | 5 | 4  | 3  | 1,333 | 133 | 120 | 1,108 | Åttondelsfinaler  |
| 2   | Walkenhorst–Fuchs      | 3 | 2 | 1 | 5 | 5  | 3  | 1,667 | 145 | 139 | 1,043 | Sextondelsfinaler |
| 3   | Thiercy–Di Giantommaso | 3 | 1 | 2 | 4 | 4  | 4  | 1,000 | 138 | 143 | 0,965 | Sextondelsfinaler |
| 4   | Hörl–Horst             | 3 | 1 | 2 | 4 | 2  | 5  | 0,400 | 118 | 132 | 0,894 |                   |

| Datum  | Tid   |                          | Resultat |                          | Set 1 | Set 2 | Set 3 | Totalt | Rapport |
| ------ | ----- | ------------------------ | -------- | ------------------------ | ----- | ----- | ----- | ------ | ------- |
| 16 Aug | 13:20 | Stoyanovskiy - Yarzutkin | 2–1      | Walkenhorst - Fuchs      | 21–17 | 19–21 | 15–9  | 55–47  |         |
| 16 Aug | 13:20 | Hörl - Horst             | 2–1      | Thiercy - Di Giantommaso | 21–19 | 15–21 | 15–8  | 51–48  |         |
| 16 Aug | 19:00 | Stoyanovskiy - Yarzutkin | 0–2      | Thiercy - Di Giantommaso | 17–21 | 19–21 |       | 36–42  |         |
| 16 Aug | 19:00 | Hörl - Horst             | 0–2      | Walkenhorst - Fuchs      | 19–21 | 17–21 |       | 36–42  |         |
| 17 Aug | 15:00 | Stoyanovskiy - Yarzutkin | 2–0      | Hörl - Horst             | 21–17 | 21–14 |       | 42–31  |         |
| 17 Aug | 15:00 | Thiercy - Di Giantommaso | 1–2      | Walkenhorst - Fuchs      | 20–22 | 21–19 | 7–15  | 48–56  |         |

### Slutspel

#### Sextondelsfinaler
| Datum  | Tid   |                         | Resultat |                          | Set 1 | Set 2 | Set 3 | Totalt | Rapport |
| ------ | ----- | ----------------------- | -------- | ------------------------ | ----- | ----- | ----- | ------ | ------- |
| 18 Aug | 09:00 | Schümann - Thole        | 2–1      | Zemljak - Pokeršnik      | 21–17 | 24–26 | 15–12 | 60–55  |         |
| 18 Aug | 09:00 | Koekelkoren - van Walle | 2–0      | Böckermann - Harms       | 21–19 | 21–16 |       | 42–35  |         |
| 18 Aug | 09:00 | Beeler - Krattiger      | 2–1      | Tocs - Finsters          | 20–22 | 21–12 | 15–13 | 56–47  |         |
| 18 Aug | 09:00 | Łosiak - Kantor         | 2–0      | Kunert - Dressler        | 21–17 | 21–15 |       | 42–32  |         |
| 18 Aug | 10:00 | Rudol - Szalankiewicz   | 0–2      | Regza - Plavins          | 20–22 | 17–21 |       | 37–43  |         |
| 18 Aug | 10:00 | Walkenhorst - Fuchs     | 2–0      | Gregory - Sheaf          | 25–23 | 21–17 |       | 46–40  |         |
| 18 Aug | 10:00 | Prudel - Kujawiak       | 1–2      | Thiercy - Di Giantommaso | 19–21 | 21–12 | 9–15  | 49–42  |         |
| 18 Aug | 10:00 | Herrera - Gavira        | 0–2      | Seidl Rob. - Winter      | 21–23 | 17–21 |       | 38–44  |         |

#### Åttondelsfinaler
| Datum  | Tid   |                          | Resultat |                          | Set 1  | Set 2 | Set 3 | Totalt | Rapport |
| ------ | ----- | ------------------------ | -------- | ------------------------ | ------ | ----- | ----- | ------ | ------- |
| 18 Aug | 13:00 | Ranghieri - Carambula    | 2–0      | Schümann - Thole         | 21–18  | 21–19 |       | 42–37  |         |
| 18 Aug | 13:00 | Stoyanovskiy - Yarzutkin | 0–2      | Koekelkoren - van Walle  | 18–21  | 18–21 |       | 36–42  |         |
| 18 Aug | 13:00 | Fijalek - Bryl           | 2–0      | Beeler - Krattiger       | 21–18  | 21–16 |       | 42–34  |         |
| 18 Aug | 13:00 | Samoilovs - Šmēdiņš      | 2–1      | Łosiak - Kantor          | 21–19  | 19–21 | 15–10 | 55–50  |         |
| 18 Aug | 14:00 | Liamin - Krasilnikov     | 1–2      | Regza - Plavins          | 21–19  | 16–21 | 10–15 | 47–55  |         |
| 18 Aug | 14:00 | Brouwer - Meeuwsen       | –        | Walkenhorst - Fuchs      | Injury |       |       |        |         |
| 18 Aug | 14:00 | Mol - Sørum              | 2–0      | Thiercy - Di Giantommaso | 21–19  | 21–12 |       | 42–31  |         |
| 18 Aug | 14:00 | Lupo - Nicolai           | 2–0      | Seidl Rob. - Winter      | 21–17  | 21–17 |       | 42–34  |         |

#### Kvartsfinaler
| Datum  | Tid   |                       | Resultat |                         | Set 1 | Set 2 | Set 3 | Totalt | Rapport |
| ------ | ----- | --------------------- | -------- | ----------------------- | ----- | ----- | ----- | ------ | ------- |
| 18 Aug | 17:00 | Ranghieri - Carambula | 1–2      | Koekelkoren - van Walle | 21–18 | 15–21 | 15-17 | 51–56  |         |
| 18 Aug | 18:00 | Fijalek - Bryl        | 0–2      | Samoilovs - Šmēdiņš     | 14–21 | 17–21 |       | 31–42  |         |
| 19 Aug | 13:00 | Regza - Plavins       | 0–2      | Brouwer - Meeuwsen      | 19–21 | 19–21 |       | 38–42  |         |
| 19 Aug | 14:00 | Mol - Sørum           | 0–2      | Lupo - Nicolai          | 15–21 | 17–21 |       | 32–42  |         |

#### Semifinaler
| Datum  | Tid   |                         | Resultat |                     | Set 1 | Set 2 | Set 3 | Totalt | Rapport |
| ------ | ----- | ----------------------- | -------- | ------------------- | ----- | ----- | ----- | ------ | ------- |
| 19 Aug | 17:00 | Koekelkoren - van Walle | 1–2      | Samoilovs - Šmēdiņš | 14–21 | 21–15 | 12–15 | 47–51  |         |
| 19 Aug | 18:00 | Brouwer - Meeuwsen      | 1–2      | Lupo - Nicolai      | 25–23 | 15–21 | 11-15 | 51–59  |         |

#### Match om tredjepris
| Datum  | Tid   |                         | Resultat |                    | Set 1 | Set 2 | Set 3 | Totalt | Rapport |
| ------ | ----- | ----------------------- | -------- | ------------------ | ----- | ----- | ----- | ------ | ------- |
| 20 Aug | 14:00 | Koekelkoren - van Walle | 1–2      | Brouwer - Meeuwsen | 17–21 | 21–17 | 11–15 | 49–53  |         |

#### Final
| Datum  | Tid   |                     | Resultat |                | Set 1 | Set 2 | Set 3 | Totalt | Rapport |
| ------ | ----- | ------------------- | -------- | -------------- | ----- | ----- | ----- | ------ | ------- |
| 20 Aug | 17:30 | Samoilovs - Šmēdiņš | 0–2      | Lupo - Nicolai | 16–21 | 21–23 |       | 37–44  |         |